# 내가 있었던 시간
《내가 있었던 시간》(일본어: 僕のいた時間)은 후지 TV·쿄도 TV 제작으로 2014년 1월 8일부터 3월 19일까지 수요일 22:00 ~ 22:54 (JST)에 방송된 텔레비전 드라마이다. 주연은 미우라 하루마.

## 개요
캐치프레이즈는, 〈살아간다는 건, 각오라고 생각했다.〉 〈전력으로, 살아가 주겠다.〉.

## 캐스트

### 세이후 가쿠인 대학
사와다 타쿠토 (22) - 미우라 하루마
대학 4학년→미야마에 가구 사원. 근위축성 측색 경화증(ALS)을 앓고 있다.
혼고 메구미 (22) - 타베 미카코
타쿠토의 동급생.
무카이 시게유키 (24) - 사이토 타쿠미
타쿠토의 2년 선배로, 대학원생.
미즈시마 마모루 - 카자마 슌스케
타쿠토의 친한 친구.
무라야마 히나 (22) - 야마모토 미즈키
메구미의 친한 친구.

### 사와다가(家)
사와다 리쿠토 (18) - 노무라 슈헤이
타쿠토의 남동생.
사와다 사와코 (56) - 하라다 미에코
타쿠토와 리쿠토의 어머니.
사와다 아키오 - 코이치 만타로
타쿠토와 리쿠토의 아버지로, 종합 병원 원장.

### 그 외
쿠와시마 스미레 - 하마베 미나미
초등학교 5학년으로, 가정 교사 아르바이트를 하는 타쿠토가 가르치는 아이.
미야시타 - 콘도 코엔
미야마에 가구 아르바이트 점원. 타쿠토의 지도 담당.
이마이 - 카와하라 켄지 (제5 ~ 9화)
메구미가 방문 간병을 담당하는 ALS 환자.
시모히라 - 타케오 카즈마 (제5 ~ 9화)
미야마에 가구 사원.
타니모토 카즈시 - 후키코시 미츠루
타쿠토의 주치의.
혼고 쇼코 (55) - 아사다 미요코
메구미의 어머니.

### 게스트
사카시타 슈지 - 유키 쥿타 (제1화)
타쿠토와 같은 대학에 다니는 학생으로, 인생을 비관해 자살한다.
카사이 신이치 - 니시야마 사토시 (제3화)
무사시 종합 병원 정형외과의.
츠루타 유리 - 이케다 미사키 (제4화)
HUMMING COFFEE 점원.
나가이 - 사카구치 료타로 (최종화)
리쿠토와 같은 아르바이트처에서 알게 되어, 공통의 취미로 의기투합한다.

## 스태프
- 각본 - 하시베 아츠코
- 음악 - 데와 요시아키, 야마다 유타카
- 연출 - 하야마 히로키, 죠호 히데노리, 야소지마 미야코
- 주제가 - Rihwa 〈봄바람〉 (TOY'S FACTORY)
- 응원 송 - 유즈 〈기쁨의 노래〉 (SENHA & Co.)
- 삽입곡 - 유즈 〈솔직한 그대로〉 (SENHA & Co.)
- 협력 - 일본 ALS 협회
- 의료 감수 - 하야시 히데아키
- 의료 협력 - 도쿄 도립 신케이 병원
- 편성 기획 - 나카노 토시유키
- 프로듀스 - 하시모토 후미, 에모리 히로코, 모토무라 츠구히로
- 프로듀스 보조 - 카미쿠보 유키
- 제작 - 후지 TV
- 제작·저작 - 쿄도 TV

## 방송 일자
| 화 수                                                       | 방송일         | 부제                                                                         | 연출            | 시청률 |
| ----------------------------------------------------------- | -------------- | ---------------------------------------------------------------------------- | --------------- | ------ |
| 제1화                                                       | 2014년 1월 8일 | 난병과 싸우는 지금을 살아가는 청년의 이야기!! 당신은 전력으로 살고 있습니까? | 하야마 히로키   | 11.2%  |
| 제2화                                                       | 1월 15일       | 키스로 맺어진 두 사람에게 살며시 다가오는 병마!!                             | 하야마 히로키   | 9.4%   |
| 제3화                                                       | 1월 22일       | 어째서, 내가…!? 엄마, 살려줘!                                                | 하야마 히로키   | 9.4%   |
| 제4화                                                       | 1월 29일       | 좋아하기 때문에…. 눈물의 결단!!                                              | 죠호 히데노리   | 8.5%   |
| 제5화                                                       | 2월 5일        | 앞을 보고 살아가는 각오 나는 절대 지지 않아!                                 | 죠호 히데노리   | 10.4%  |
| 제6화                                                       | 2월 12일       | 지금, 내가 할 수 있는 것 한발, 내디디는 용기                                 | 하야마 히로키   | 9.2%   |
| 제7화                                                       | 2월 19일       | 움직이기 시작하는 두 사람의 시간 안고 싶어!!                                 | 죠호 히데노리   | 9.2%   |
| 제8화                                                       | 2월 26일       | 나 인정해줘, 실은 외쳤었어! 엄마!                                            | 야소지마 미야코 | 11.0%  |
| 제9화                                                       | 3월 5일        | 아빠, 엄마 고마워! 그리고                                                    | 하야마 히로키   | 11.3%  |
| 제10화                                                      | 3월 12일       | 마지막 일기                                                                  | 죠호 히데노리   | 11.8%  |
| 최종화                                                      | 3월 19일       | 생명의 선택                                                                  | 하야마 히로키   | 9.1%   |
| 평균 시청률 10.1% (시청률은 칸토 지구·비디오 리서치사 조사) |                |                                                                              |                 |        |

- 첫회는 15분 확대 (22:00 ~ 23:09).